# Bullitt
Bullitt (manteve-se o título original em Portugal e Brasil) é um filme norte-americano do gênero policial, lançado em 17 de outubro de 1968, dirigido por Peter Yates.
A história do filme foi adaptada para o cinema por Alan Trustman e Harry Kleiner, e se baseou no livro Mute Witness de Robert L. Fish (Robert L. Pike) de 1963. A música original foi composta por Lalo Schifrin, utilizando elementos de jazz.
Foi muito famosa nesse filme, a perseguição automobilística pelas ladeiras de São Francisco (EUA), com os veículos saltando em alta velocidade. Um dos carros era um Dodge Charger R/T, pilotado por um assassino enquanto o outro era o Ford Mustang GT 390 de Bullit.
Seu estilo inovador incentivou e influenciou a produção de outros filmes policiais de grande êxito nos anos seguintes, tais como Dirty Harry e Operação França. E é frequentemente citado em filmes de perseguições automobilísticas como na cena final de Race to Witch Mountain de 2009.

## Sinopse
O ambicioso político estadunidense, Senador Walter Chalmers, comanda uma investigação do Senado sobre a máfia. Ele pede ajuda à policia de São Francisco para escoltar e guardar durante um fim-de-semana a testemunha chave Johnny Ross, irmão de Pete Ross, o chefão de Chicago. O tenente Bullitt e seus homens ficam encarregados da segurança de Johnny. Eles o levam para um quarto do Hotel Daniels, onde o vigiam dia-e-noite. Porém, em uma noite que o Inspetor Stanton está no posto de vigia, o quarto é invadido por dois pistoleiros que atiram nele e em Johnny Ross. Bullit acompanha os feridos até o hospital, e passa a vigiá-los, mas Ross morre. Bullit desconfia de algo errado quando Stanton lhe conta que o próprio Ross abriu a porta para os assassinos entrarem. Ele não quer que os bandidos saibam da morte de Ross, e com a ajuda de um médico consegue esconder o corpo enquanto investiga os rastros dos assassinos.

## Elenco principal
- Steve McQueen…Tenente Frank Bullit
- Robert Vaughn…Senador Walter Chalmers
- Jacqueline Bisset…Cathy
- James Hagan
- Simon Oakland
- Vic Tayback…Pete Ross
- Felici Orlandi…Johnny Ross
- Don Gordon…Sargento Delgetti
- Carl Reindel…Inspetor Carl Stanton
- Georg Stanford Brown…Doutor Willard
- Robert Duvall…Weissberg
- Pat Renella
- Brandy Carroll

## Premiação
O filme ganhou o Oscar de melhor edição (Frank P. Keller) e foi indicado ao de melhor som.